# Tykocin (gmina)
Tykocin (daw. gmina Stelmachowo) – gmina miejsko-wiejska w województwie podlaskim, w powiecie białostockim. W latach 1975–1998 gmina położona była w województwie białostockim.
Siedziba gminy to Tykocin.
Według danych z 31 grudnia 2020 gminę zamieszkiwało 6 094 osoby.

## Struktura powierzchni
Według danych z roku 2002 gmina Tykocin ma obszar 207,34 km², w tym:
- użytki rolne: 63%
- użytki leśne: 27%

Gmina stanowi 6,95% powierzchni powiatu.

## Demografia

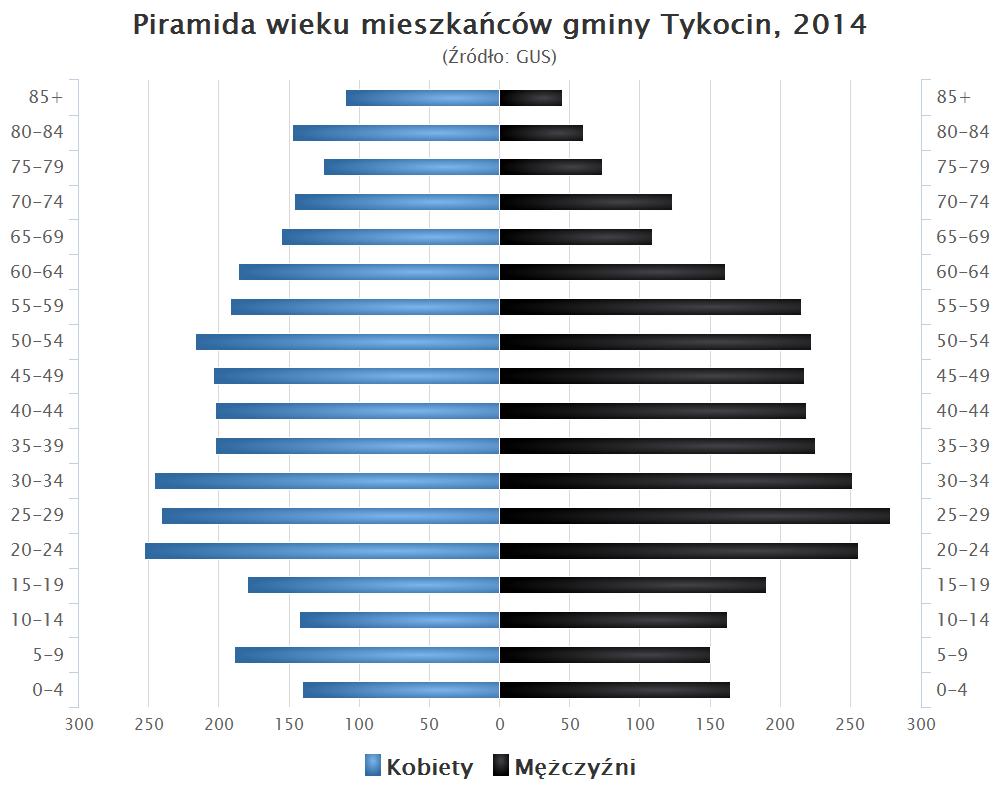
Piramida wieku mieszkańców gminy Tykocin w 2014 roku

Dane z 30 czerwca 2012:
| Opis                              | Ogółem | Ogółem | Kobiety | Kobiety | Mężczyźni | Mężczyźni |
| --------------------------------- | ------ | ------ | ------- | ------- | --------- | --------- |
| jednostka                         | osób   | %      | osób    | %       | osób      | %         |
| populacja                         | 6459   | 100    | 3303    | 51,14   | 3156      | 48,86     |
| gęstość zaludnienia (mieszk./km²) | 31,15  | 31,15  | 15,93   | 15,93   | 15,22     | 15,22     |

## Sołectwa
Bagienki, Broniszewo, Dobki, Hermany, Jeżewo Nowe, Jeżewo Stare, Kapice-Lipniki, Kiślaki, Krosno, Leśniki, Lipniki, Łaziuki, Łazy Duże, Łazy Małe, Łopuchowo, Nieciece, Pajewo, Popowlany, Radule, Rzędziany, Sanniki, Sawino, Siekierki, Sierki, Słomianka, Kapice Stare, Stelmachowo, Stelmachowo-Kolonia, Szafranki, Tatary, Żuki.

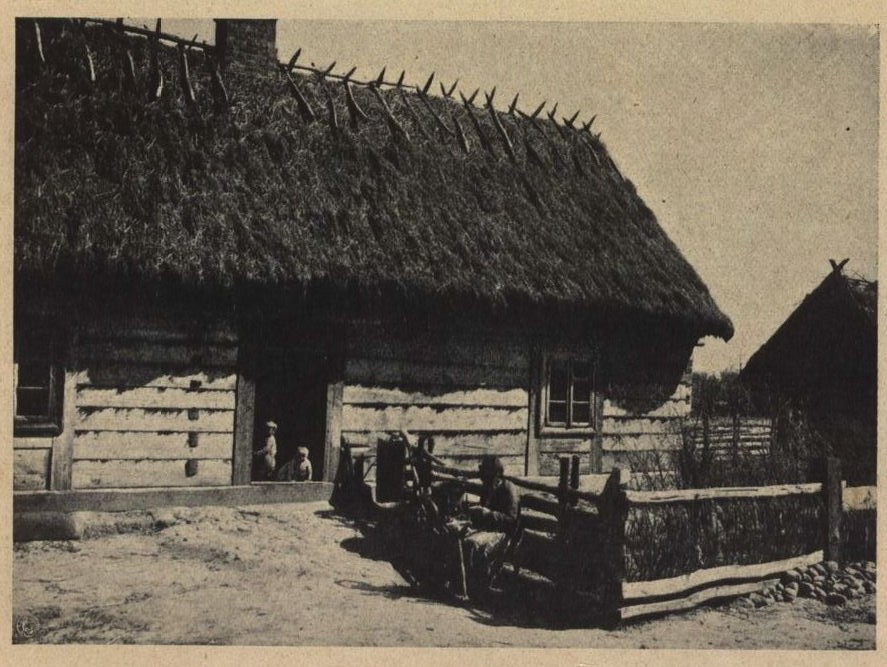
Dawna chata okolice Tykocina

## Pozostałe miejscowości

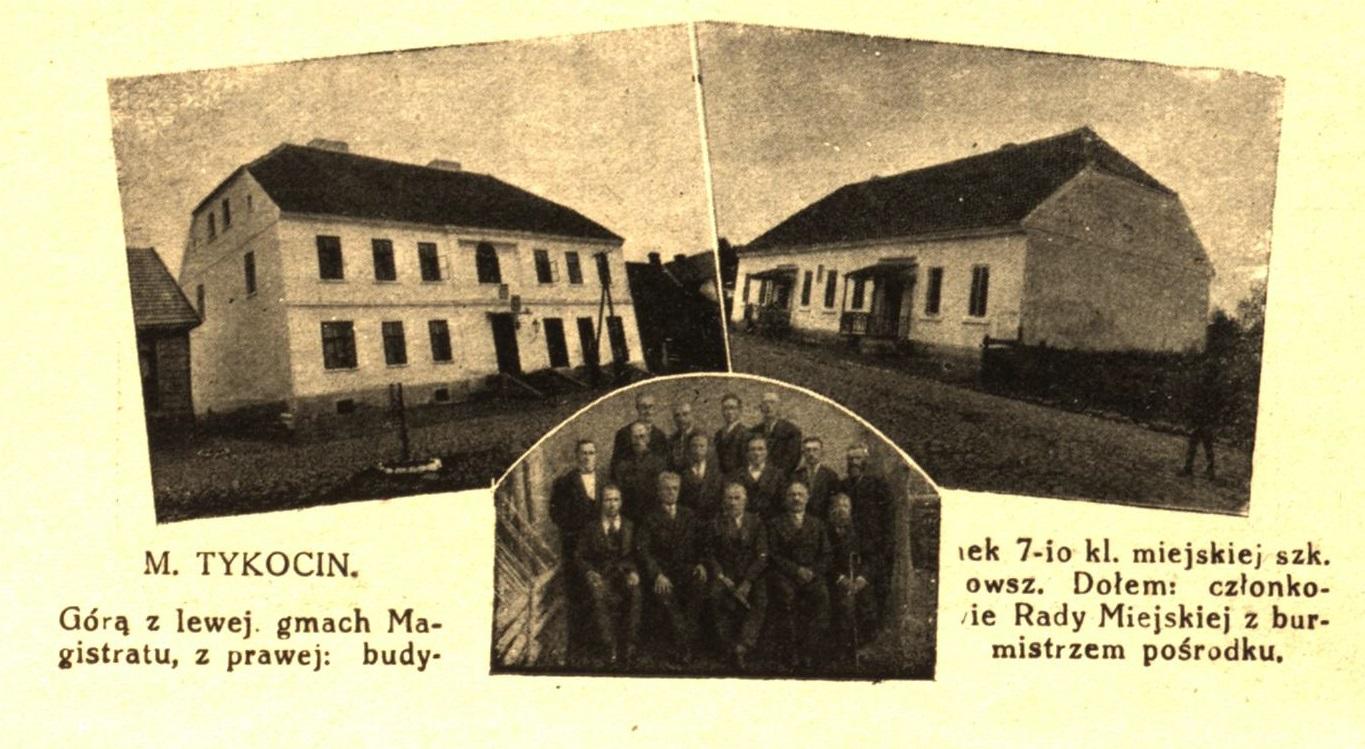
Rada miejska z burmistrzem Tykocina ok. 1931 roku

Janin, Kiermusy, Piaski.

## Sąsiednie gminy
Gmina Tykocin graniczy od wschodu z gminami Choroszcz, i Dobrzyniewo Duże, od południa z gminą Kobylin-Borzymy, od zachodu z gminą Zawady, oraz od północy z gminami Krypno i Trzcianne, 